# 程芳
程芳（1974年9月—），女，满族，河南滑县人，中华人民共和国政治人物，无党派人士，第十三届全国人民代表大会河南省代表。

## 生平
2018年，程芳被选为河南省出席第十三届全国人民代表大会代表。